# La bella i la bèstia (pel·lícula de 1991)
La bella i la bèstia (títol original en anglès: Beauty and the Beast) és una pel·lícula musical animada estatunidenca de 1991, produïda per Walt Disney Pictures. Està basada en el conte popular francès homònim, publicat per primera vegada per Jeanne-Marie Leprince de Beaumont (amb un clar rerefons crític envers els matrimonis de conveniència), i també pren com a referència la pel·lícula francesa de 1946 sobre la mateixa història: La Belle et la Bête, de Jean Cocteau.
Va ser la primera cinta animada en ser nominada a l'Oscar a la millor pel·lícula i va rebre diversos premis cinematogràfics, i moltes de les pel·lícules animades posteriors es van veure influenciades per la seva combinació dels dibuixos més tradicionals amb les imatges generades per ordinador. La banda sonora de la pel·lícula va ser creada pel compositor Alan Menken.

## Argument
La història comença amb l'arribada a un castell una freda nit d'hivern d'una dona vella i captaire. La dona, pobra i malalta, demana al príncep malcriat, egoista i consentit que hi habita poder passar la nit a aixopluc, però el noi és un noble egoïsta i arrogant i, sense dubtar-ho, la fa fora de les seves terres. Veient que el príncep no té bon cor, llavors, la dona vella i captaire es transforma en la bella i bonica fada jove que realment és el que és. Decebuda i enfadada amb el príncep li fa veure la maldat de la seva acció. Adonant-se del seu error, el príncep intenta fer-se perdonar però el mal ja està fet. Com a càstig per la seva temeritat, la fada el transforma en una Bèstia i, amb ell, també a tots els habitants del castell. Com a bri d'esperança, només li deixa una rosa màgica que permetrà que recuperi la seva forma original si troba l'amor vertader abans que l'últim pètal de la flor caigui.
Mentrestant, en un poble no gaire llunyà hi viu la Bella, una jove intel·ligent i bonica, filla d'un inventor a qui tothom pren per boig. El malvat caçador Gaston, el seductor de la comunitat, la pretén com a esposa. Però, a diferència de la resta de noies del poble, la Bella no es deixa enlluernar pels seus músculs i prefereix passar el temps gaudint del camp i els seus llibres i ajudant al seu pare amb les seves creacions.
La tranquil·litat que impera en la seva caseta malauradament, aviat desapareix. El pare de la Bella ja ha enllestit la seva nova invenció i es prepara per anar al poble veí i poder-la presentar a la Fira local. Tanmateix, durant el viatge es posa a nevar i l'inventor acaba buscant recer al castell de la Bèstia. Allà, encara que els servents del castell volen mostrar-se amables, la Bèstia no està disposada a deixar marxar un testimoni de la seva desgràcia i l'empresona a les masmorres.
Al mateix temps, el cavall familiar que duia el carro de l'inventor es dirigeix de retorn a casa. La Bella, preocupada pel destí del seu pare segueix els seus passos i descobreix enfurismada la sort que ha corregut. Veient que el seu pare ha emmalaltit a les masmorres, ofereix a la Bèstia un intercanvi que no pot rebutjar: el seu pare per ella.
Així, la Bella esdevé una convidada en el castell mentre l'inventor torna al poble i busca ajuda per salvar a la seva filla Bella de les urpes d'un animal monstruós. Això no obstant, a diferència del que se li ha fet a ell, a la Bella, la Bèstia té tota la intenció de tractar-la bé. De fet, els habitants del castell són conscients que aquesta noia pot trencar el malefici que els ha mantingut aïllats durant anys. La Bèstia doncs, tractarà de seduir-la i refinar les seves maneres amb l'ajuda dels seus servents, i res podrà impedir que els dos es vagin enamorant. Tot i així, la Bella segueix preocupada pel seu pare i, al final, un dia, li demana a la Bèstia poder-lo veure un darrer cop. Amb l'ajuda d'un mirall màgic, la Bèstia li mostra a Bella la imatge del seu pare que, sense la companyia de la Bella, ha emmalaltit encara més. Veient que el desig de la Bella és anar a ajudar-lo, la Bèstia permet que la noia torni al poble i, amb això, també perd l'última oportunitat de recuperar la seva forma. I és que a la rosa màgica li han començat a caure els pètals i no queda massa temps per poder trobar el vertader amor. Quan els criats del castell li pregunten la raó de la seva follia però, la resposta de la Bèstia és senzilla: estima a la Bella. El problema és que ella encara no el correspon.
Per la seva banda, la Bella torna a casa seva inquieta per la salut del seu pare. Allà s'hi troba en Gaston, el malvat caçador, que no ha abandonat la seva intenció de convertir-la en la seva esposa. Per tal d'aconseguir-ho, Gaston li fa xantatge i deixa entreveure que si no es casa amb ell, el seu pare serà tancat en un psiquiàtric per boig. Evidentment, els vilatans no han cregut les històries del científic sobre un monstre que havia tancat a la seva filla. Així, Bella s'adona que si no vol un matrimoni amb el malvat caçador Gaston haurà de dir la veritat i provar-la. Amb el mirall màgic que s'ha endut amb ella, ensenya al poble la imatge de la Bèstia i, aquests, esgarrifats, corren a preparar un atac contra el castell. Liderant la comitiva, Gaston també hi va disposat a matar a la Bèstia. I és que Gaston s'ha adonat que el monstre provoca tendresa i afecte en la Bella, i vol eliminar qualsevol obstacle que impedeixi els seus plans. En la batalla però, Gaston cau per un precipici i la Bèstia és malferida. La Bella arriba just a temps per veure a la Bèstia morir i desconsolada li diu que l'estima. Per sort, el seu reconeixement té lloc just abans que l'últim pètal de la rosa hagi caigut i l'encanteri es trenca davant la sorpresa de tots.

## Animació
Es tracta de la primera pel·lícula que combina l'animació tradicional (dibuixos fets a mà) i l'animació digital mitjançant ordinadors. Aquesta hibridació és constant al llarg de la pel·lícula, però es fa especialment present en l'escena on la Bella i la Bèstia ballen en el saló del castell, integrant de forma efectiva el 2D i el 3D. Aquesta combinació aporta a l'escena una il·lusió de focus i de profunditat mai vistes fins llavors. En aquesta escena podem observar també com les càmeres estan en un continu moviment, donant també voltes al voltant dels personatges de forma que ens dona la sensació que, a part de seguir els personatges, també ballem amb ells.

## Diferències amb el conte original[calcitació]
La principal diferència del conte amb la pel·lícula és el motiu que porta a la Bella al castell. Mentre que en l'obra literària la Bèstia deixa marxar a l'inventor a canvi de la promesa que aquest enviarà en el seu lloc a una de les seves filles, a la versió de Disney és la preocupació de la Bella la que la duu al castell. Així, en el conte, són el pare i la Bèstia els que fan el pacte d'intercanvi, i, en la pel·lícula, és la mateixa noia la que està disposada a ocupar el lloc del seu pare en les masmorres del castell.
A més, al conte, les dues germanes dolentes de la Bella, la princesa protagonista, són les que ocupen el paper d'antagonista que aquí interpreta el malvat caçador Gaston. Les dues germanes grans de la Bella geloses de la Bella, la seva germana petita, són elles dues les que motiven el viatge del pare. A més, fan tot el possible perquè sigui ella l'escollida per ser enviada a la Bèstia i l'enganyen quan ella torna al poble per curar al seu pare.
Cal mencionar també, que el personatge del malvat caçador Gaston introdueix a l'adaptació de Disney una subtrama afegida: la tria de Bella entre dos amors. Mentre que el malvat caçador Gaston és l'home bell per fora, però sense cervell ni bon tracte, la Bèstia és un ésser tendre i culte. Tal com es diu a la mateixa banda sonora: "la bellesa està en l'interior". Així, Bella té moltes més coses en comú amb la Bèstia que amb el malvat caçador Gaston. Per exemple, als dos els agraden la lectura i el ball. Uns gustos refinats que es contraposen a l'hedonisme vulgar del malvat caçador Gaston. Aquesta diferència es veu gràficament en el combat final, on el presumpte heroi humà ataca amb traïdoria al seu adversari i busca pressionar a la Bella i no enamorar-la.
Per acabar, cal fer un breu incís en els personatges secundaris de Disney. Igual que en els altres llargmetratges de la companyia infantil, la pel·lícula incorpora tota una sèrie de personatges còmics (com els servents del castell o en LeFou, l'amic ximple d'en Gaston, el caçador malvat) que no són al conte, però que serveixen per donar èmfasi a les escenes musicals. El caràcter humorístic s'accentua amb la professió del pare i la incomprensió que provoca entre els vilatans (que actuen com el cor grec del teatre clàssic demanant justícia).

## Música[calcitació]
Ja des de l'inici de la pel·lícula, amb la cançó "Belle", veiem que la presència de la música serà un fil conductor que ens guiarà a través de la història. És, de fet, en aquesta cançó on la protagonista ens explica el microcosmos que representa per ella el poble on viu, el seu desig d'explorar més enllà de les fronteres provincials i el llibre que acaba de llegir. Aquest desig per viatjar i descobrir noves terres és un dels temes que tracten les pel·lícules del Renaixement de Diney; podem observar que succeeix el mateix a, per exemple, la pel·lícula Aladdin amb la cancó "A Whole New World" . Aquesta utilització de la cançó per mostrar una de les idees principals i bàsiques de la pel·lícula és una de les característiques fonamentals del gènere musical. Podem observar també com el ritme de la música és accentuat pels moviments de la protagonista i la resta d'habitants del poble, fet que ens recorda al fenomen del Mickeymousing típic dels primers llargmetratges de Disney.
D'aquesta manera, podríem dividir les cançons de la pel·lícula en dos tipus. Primer, aquelles que es focalitzen en els sentiments dels personatges, expressant els seus desitjos i les seves aspiracions, de forma que la seva funció és descriure allò que va més enllà de les paraules, fent de la música un nivell semàntic afegit ("Something There"). I segon, aquelles que ens recorden a les grans produccions de Broadway on hi ha un gran desplegament de decorats i l'escena es converteix en un miratge idíl·lic propi de la imaginació més fantasiosa ("Be our guest" o "Human Again"). Aquest segon tipus de cançons també ens podrien fer pensar ens els calidoscopis i, alhora, en la utilització d'aquest tipus de figures a les coreografies de la cinematorgrafia de Busby Berkeley.

## Premis i nominacions[calcitació]

### Premis
- Oscar a la millor banda sonora per Alan Menken
- Oscar a la millor cançó original per Beauty and the Beast d'Alan Menken i Howard Ashman
- Globus d'Or a la millor pel·lícula musical o còmica
- Globus d'Or a la millor banda sonora original per Alan Menken
- Globus d'Or a la millor cançó original per Beauty and the Beast d'Alan Menken i Howard Ashman

### Nominacions
- Oscar a la millor pel·lícula
- Oscar a la millor cançó original per Be Our Guest d'Alan Menken i Howard Ashman
- Oscar a la millor cançó original per Belle d'Alan Menken i Howard Ashman
- Oscar al millor so per Terry Porter, Mel Metcalfe, Doc Kane i David J. Hudson
- Globus d'Or a la millor cançó original per Be Our Guest d'Alan Menken i Howard Ashman
- BAFTA a la millor música per Alan Menken i Howard Ashman
- BAFTA als millors efectes visuals per Randy Fullmer